# Eupodalecia
Eupodalecia es un género de escarabajos barrenadores metálicos del orden Coleoptera.

## Especies
- Eupodalecia achardi (Obenberger, 1928)
- Eupodalecia anniae (Obenberger, 1928)
- Eupodalecia boliviana Obenberger, 1958
- Eupodalecia brasiliana (Obenberger, 1922)
- Eupodalecia fissivertex Obenberger, 1958
- Eupodalecia linnei (Obenberger, 1922)
- Eupodalecia lucniki (Obenberger, 1928)
- Eupodalecia manaosensis Obenberger, 1958
- Eupodalecia minarum Obenberger, 1958
- Eupodalecia pedroi Obenberger, 1958
- Eupodalecia perfecta (Kerremans, 1919)